# Anna Kolley
Anna Kolley (* 1904; † nach 1970) war eine deutsche Politikerin (SED).

## Leben
Kolley war ausgebildete Verkäuferin. 1929 trat sie der KPD bei; für diese saß sie auch im Stadtparlament von Calbe. Während der Zeit des Nationalsozialismus wurde Kolley mehrfach festgenommen. Nach Kriegsende ließ sie sich zur Volksrichterin ausbilden. Außerdem gehörte sie nach der Zwangsvereinigung von SPD und KPD zur SED der Kreisleitung der SED im  Landkreis Calbe a./S. an. Ferner war sie Kreisvorsitzende des DFD. Bei der Landtagswahl in Sachsen-Anhalt 1946 wurde sie in den Landtag gewählt; in diesem gehörte sie dem Rechts- und Verfassungsausschuss an.
Zwischen 1960 und 1970 stellte Kolley ihre Wohnung dem Ministerium für Staatssicherheit für Konspirative Treffen zur Verfügung; sie weigerte sich aber,  Inoffizielle Mitarbeiterin des MfS zu werden.